# Паники (Курська область)
Паники (рос. Паники) — село в Медвенському районі Курської області Російської Федерації.
Населення становить 841 особу. Входить до складу муніципального утворення Паникинська сільрада.

## Історія
Населений пункт розташований на території українського етнічного та культурного краю Східна Слобожанщина.
Від 2004 року входить до складу муніципального утворення Паникинська сільрада.

## Населення
| 2002 | 2010 |
| ---- | ---- |
| 868  | ↘841 |